# Chimbarongo (ort)
Chimbarongo är en ort i Chile.   Den ligger i provinsen Provincia de Colchagua och regionen Región de O'Higgins, i den södra delen av landet, 140 km söder om huvudstaden Santiago de Chile. Chimbarongo ligger 309 meter över havet och antalet invånare är 17 356.
Terrängen runt Chimbarongo är platt åt sydost, men åt nordväst är den kuperad. Det finns inga andra samhällen i närheten. 
Trakten runt Chimbarongo består till största delen av jordbruksmark. Runt Chimbarongo är det ganska tätbefolkat, med 52 invånare per kvadratkilometer.